# 11178 Emmajoy
11178 Emmajoy este o planetă minoră (asteroid), cu un diametru de 6,995 km, din centura de asteroizi. A fost descoperită pe 31 martie 1998 la Magdalena Ridge Observatory⁠(d) de Lincoln Near-Earth Asteroid Research. 
Obiectul prezintă o orbită caracterizată de o semiaxă mare de 2,7749415 UAi, o excentricitate de 0,14, o înclinație de 12,1112 ° în raport cu ecliptica.